# World Heritage Education
Die World Heritage Education (Welterbepädagogik) ist ein Projekt der UNESCO zur pädagogischen Darstellung und des Verständnisses des UNESCO-Welterbes. Sie ist aus Projekten und Einzelinitiativen kultur- und naturwissenschaftlicher Provenienz entstanden und umfasst diverse Lehr-, Forschungs- und Praxisfelder. Eine eigene Forschungsgruppe, der Arbeitskreis „World Heritage Education“ befasst sich mit Grundlagenforschungen zur Vermittlung von UNESCO-Welterbestätten und dem damit verbundenen materiellen und immateriellen Kultur- und Naturerbe.
Im Sinne der diesbezüglichen UNESCO-Konventionen werden Welterbestätten dabei zum Ausgangspunkt für die Entwicklung gesellschaftlich-kultureller Methoden im Rahmen von Bildung, Interkulturalität und Integration für breite Schichten der Bevölkerung. Der Arbeitskreis World Heritage Education, eine Kooperation von UNESCO-Lehrstühlen, anderen universitären Lehrstühlen und UNESCO-Projektschulen unter der Leitung von Larissa Eikermann (Universität Paderborn), Peter Dippon (Internationale Hochschule (IU), Campus Stuttgart) und Claudia Schwarz (Vorstand UNESCO-Welterbestätten Deutschland e. V.) trifft sich jedes Jahr, um aktuelle Diskussionen und Forschungen zu diesem Komplex vorzustellen und gemeinsam mit den Welterbestätten zukunftsweisende pädagogische Projekte zu entwickeln. Bisherige Tagungsorte waren Heidelberg (2011), Paderborn (2011), Berlin (2012 und 2015), Höxter (2013), Bad Wildungen (2014), Augsburg (2015), Rammelsberg (2017), Stuttgart (2018), Kassel (2019), Naumburg (2021), Boppard (2022), Lorsch (2023) und Mainz (2024). Tagungsort 2025 wird Maulbronn sein.